# Die Verfolgten (1974)
Die Verfolgten (Originaltitel Les Guichets du Louvre) ist ein französischer Spielfilm von Michel Mitrani aus dem Jahr 1974, in dem Christian Rist und Christine Pascal die Hauptrolle spielen. Das Drehbuch, geschrieben von Albert Cossery und Michel Mitrani, basierte auf dem Roman von Roger Boussinot über die von französischer Polizei durchgeführte Massenfestnahme jüdischer Bürger im Jahr 1942. „Die Verfolgten“ lief auf der Berlinale im Wettbewerb, kam jedoch anschließend nicht in die deutschen Kinos. Die deutsche Erstausstrahlung erfolgte am 24. August 2020 bei arte.

## Handlung
Der junge französische Student Paul erfährt im Juli 1942 durch Zufall von der geplanten Großrazzia gegen die jüdischen Bewohner des Pariser Viertels Saint-Paul. Er versucht, möglichst viele Juden zu warnen, und sie davon zu überzeugen, ihren Judenstern abzunehmen und mit ihm zu flüchten, stößt aber immer wieder auf Misstrauen und die feindliche Haltung nichtjüdischer Augenzeugen, bis er der jungen Jeanne begegnet, mit der er aus dem Viertel zu entkommen versucht. Obwohl sie sich in Paul verliebt, bleibt sie bis zum Erreichen der Brücke zum linken Seineufer unentschlossen. Paul muss sie immer wieder überzeugen, mit ihm zu fliehen und ihre Familie im Stich zu lassen. Bis zum Schluss bleibt offen, ob Jeanne ihm ins rettende Versteck folgt. Der Film endet mit einem Standbild, das ein Tourist von den beiden auf einer Seinebrücke fotografiert.

## Hintergrund
Das authentische Filmporträt der Einkesselung der Pariser Juden durch die französische Polizei beruht auf den Erlebnissen des Augenzeugen Roger Boussinot, die er in dem Buch Les guichets du Louvre in romanhafter Form verarbeitet hat, das dem Film zugrunde liegt. Die Razzia fand am 16. und 17. Juli 1942 statt; die Massenfestnahme durch die französische Polizei führte Tausende Juden in die Konzentrationslager Osteuropas.
Der Film beginnt mit einem Auszug aus Ernst Jüngers privatem Tagebuch, das unter dem Datum des 16. Juli 1942 an die Farbe der Gladiolen in seiner Pariser Wohnung nachdachte und die jüngst antiquarisch erworbenen Bücher auf seinem Schreibtisch u. a. von Comte de Lautréamont und Léon Bloy auflistete, jedoch die Massenverhaftungen, die an diesem Tag stattfanden, mit keinem Wort erwähnte.

## Kritiken
„Der sehenswerte Film von 1974 […] ist durchweg eindringlich inszeniert und hervorragend gespielt. Bedeutsam ist er auch als erster Spielfilm, der die maßgebliche Beteiligung von Behörden und Bevölkerung an der Judenverfolgung in Frankreich behandelte.“

„In der Romanvorlage schreibt Augenzeuge Roger Boussinot über die größte Judenrazzia im besetzten Frankreich, bei der Polizisten mehr als 12 000 Juden deportierten. Die Schicksalsergebenheit und Zuversicht, mit der die Menschen im Film ihre Verhaftung hinnehmen, ist für den Zuschauer genauso schwer zu ertragen wie für Protagonist Paul, den Christian Rist mit anrührender Wut verkörpert. Allein die Romanze mit der Jüdin Jeanne fügt dem Drama unpassend kitschige Momente hinzu.“

„Bedeutsam auch als erster Spielfilm, der die maßgebliche Beteiligung von Behörden und Bevölkerung an der Judenverfolgung in Frankreich behandelte.“